# Pornocràcia
La Pornocràcia (del grec porne, prostituta; - i kratein, govern-) o Govern de les Meuques fou un període en la història del papat romà en què totes les decisions, i fins i tot, les nominacions de Papes de Roma foren influenciades per dones poderoses o parents seus de la família dels Teofilactes. Hom considera que el període de pornocràcia començà amb la nominació com a Papa de Sergi III (29 de gener de 904) i acabà amb la defunció del Papa Joan XII el maig de 964. En total, 12 papats s'inclouen en aquest període fosc:
- Sergi III (904-911)
- Anastasi III (911-913)
- Landó I (913-914)
- Papa Joan X (914-928)
- Lleó VI (928)
- Esteve VII (928-931)
- Papa Joan XI (931-935)
- Lleó VII (936-939)
- Esteve VIII (939-942)
- Marí II (942-946)
- Agapit II (946-955)
- Papa Joan XII (955-964)

Tots aquests papes restaren sota la influència de dones (no pas prostitutes) de la família dels Teofilactes, en concret, foren autèntics governants titelles de Teofilacte I i la seva esposa Teodora Senatrix, posteriorment de la seva filla Maròzia i finalment del fill d'aquesta Alberic II. És plenament acceptat que Maròzia fou la concubina del papa Sergi III i la mare del Papa Joan XI. Maròzia també fou acusada d'organitzar l'assassinat del Papa Joan X (que havia estat abans nomenat d'acord amb l'interès de la seva mare Teodora) per tal d'assegurar la designació com a papa del que gaudia de la seva predilecció en aquell moment, Lleó VI. La resta de relacions entre diferents papes del període de la pornocràcia i Teodora o Maròzia presenten certs dubtes, sobretot ja que el primer a denunciar aquests actes fou Liutprand de Cremona, bisbe que va participar en l'assemblea de bisbes que va deposar el Papa Joan XII i que era enemic de les famílies governants de la Roma del segle x.